# ギンイチモンジセセリ
ギンイチモンジセセリ（銀一文字挵、 Leptalina unicolor）は、チョウ目（鱗翅目）セセリチョウ上科セセリチョウ科に属するチョウの一種。

## 概要
比較的小型のセセリチョウ。全体的に一様な褐色～黄土色であるが、後翅裏に翅の付け根から外縁に向かって、和名の由来となっている一条の銀帯が入るのが目立つ。この銀帯は年最初の発生個体のみもち、以降の個体ではかすれる。腹部は紡錘型で尾端が尖る。パルピは大きく、眼の上に生えている部分の毛は黒くなる。触角はセセリチョウ類では一般的な先端がかぎ状のもので、白と黒のまだら模様である。
名の似るイチモンジセセリとはさほど近縁ではなく、体型を見ても違いが大きい。翅を半開きにしてとまるのが普通であるイチモンジに対し、本種は翅を閉じてとまる。
成虫は年2回発生し、春型は4～5月、夏型は7～8月に見られる。温暖地で年3回、寒冷地で年1回となる場合もある。越冬態は5齢幼虫。食草はイネ科のススキ、アブラススキ、エノコログサ、アイアシ、チガヤなど。

## 分布
疎林・乾燥草原・河川敷・休耕田などを棲みかとし、前述の通り食草も幅広く、主要四島に分布しているが、なぜかどこも局所的であまり見られない。しかし地域間個体差が出るほど生息地が分断されているわけでもない。
北海道ではやや東部寄り、本州では北寄りと中国山地。四国と九州では内陸部。
国外ではロシア極東、中国大陸中北部、朝鮮半島。

## 保全状況評価
昆虫類レッドリスト2000年版・2007年版にて「準絶滅危惧」評価とされている。
ギンイチモンジセセリLeptalina unicolor
- 準絶滅危惧（NT）（環境省レッドリスト）

- 兵庫県版レッドデータブック：Bランク
- 大阪府版レッドデータブック：絶滅